# 石橋彎貝介
石橋彎貝介（学名：Loxoconcha propontica）为彎貝介科彎貝介屬下的一个种。